# 吕进
吕进（1974年12月—），男，江苏泰兴人，中华人民共和国外交官，现任中华人民共和国驻瑙鲁共和国特命全权大使。

## 生平
吕进曾任外交部国际经济司处长、驻美国大使馆参赞和外交部国际经济司党总支副书记、参赞。2022年6月，挂职云南省红河哈尼族彝族自治州副州长。2024年6月，卸任红河州副州长。7月，出任中华人民共和国驻瑙鲁大使。